# Nemo (співак)
Немо (повне ім'я — Немо Меттлер; нім. Nemo Mettler; нар. 3 серпня 1999) — музи́ка зі Швейцарії, що співає, читає реп і грає на скрипці, піаніно та барабанах, пише й продюсує пісні. Найвідоміше досягнення — перемога на Пісенному конкурсі Євробачення 2024 від Швейцарії з піснею «The Code».

## Біографія
Рідне місто Nemo — двомовний швейцарський Біль. Nemo з дитинства грає на скрипці, фортепіано та барабанах. У десятирічному віці вступає до Дитячої опери Біля, де одразу виконує одну з головних ролей, Папагено, в опері «Чарівна флейта». Там Nemo також бере щотижневі уроки вокалу.
2017 року вивчає сольний спів джазового й естрадного стилів у Цюрихському університеті мистецтв, а наступного року відвідує Сальвадор з місією Червоного Хреста Швейцарії.

## Кар'єра

### 2015—2022: ранні роки
2015 року Nemo випускає мініальбом Clownfisch та досягає 95 місця у швейцарських чартах. 2016 року пісня Nemo з виступу на SRF Virus (#Cypher) стає вірусною в соціальних мережах. На початку кар'єри пісні Nemo були швейцарською німецькою.
У 2017 році сингл «Du» посідає 4 місце у чартах Швейцарії і пізніше стає сертифікованим як платиновий. Того ж року виходять два мініальбоми — Momänt-Kids та Fundbüro, з яких 7 пісень потрапляють до офіційного швейцарського чарту. Тоді ж відбувся переїзд Nemo до Берліну. 2018 року Nemo нагородили чотирма преміями Swiss Music Prize, серед яких за найкращу пісню року «Du» та найкращий концертний виступ року.
2020 ркуі Nemo починає писати та продюсувати пісні для інших артистів, а також робить перші кроки за межі швейцарських кордонів і випускає пісні англійською мовою.
У другому сезоні The Masked Singer Switzerland у 2021—2022 роках Nemo, як стає відомого згодом, у костюмі панди займає 5 місце у фіналі.
9 вересня 2022 року виходить четвертий мініальбом — Whatever Feels Right зі шістьома піснями.

### 2024-дотепер: Євробачення і подальша кар'єра
29 лютого 2024 року було оголошено, що Nemo представлятиме Швейцарію на Пісенному конкурсі Євробачення 2024 з піснею «The Code» після внутрішнього відбору швейцарської телекомпанії SRF — комісія з понад 240 міжнародних членів громадського журі та 30 міжнародних експертів із 20 країн визначила пісню «The Code» як найкращу з 472 робіт. Перемога Nemo у фіналі Євробачення 11 травня із загальним балом у 591 стала четвертим найвищим результатом в історії Євробачення. За словами Nemo, перемога на Євробаченні «перевернула життя з ніг на голову, у найкращий можливий спосіб». Окрім цього, Nemo — перша відкрита небінарна людина, яка перемогла в конкурсі.
Під час Євробачення також вийшов кавер від Nemo на пісню «Teresa & Maria», яка потім була виконана разом з українськими представницями Jerry Heil і alyona alyona. Пізніше вийшов кліп на новий сингл «Eurostar» у співпраці з іншими учасниками Євробачення 2024, зокрема й Jerry Heil.
2025 року вийшла пісня «Satellite» у виконанні Nemo — кавер пісні співачки Лени, яка стала переможницею від Німеччини на Євробаченні 2010, в рамках Spotify Singles, серії ексклюзивних записів, створених спеціально для платформи Spotify. Наступною вийшла пісня «Casanova». Того ж року переможна «The Code» та нова пісня «Unexplainable» були виконані Nemo у фіналі Пісенного конкурсу Євробачення 2025, що відбувся в Базелі.
Після роботи в Лос-Анджелесі та Берліні, Nemo перебуває в Лондоні, де працює над своїм майбутнім студійним альбомом Arthouse у співпраці з відомими музикантами та авторами пісень, зокрема Мією Гладстон, Ліамом Меєм та Pom Pom, які працювали з такими виконавцями, як Джон Ледженд, Ноа Сайрус та Сукі Вотергаус.

## Музика і стиль
У піснях Nemo підіймає тематику гендерної ідентичності, психічного здоров'я та пошуку свого місця в цьому світі.

## Особисте життя
У листопаді 2023 року Немо у статті в SonntagsZeitung повідомляє про свою небінарність.
Живе в Лондоні.

## Дискографія

### Мініальбоми
- Clownfisch (2015)
- Momänt-Kids (2017)
- Fundbüro (2017)
- Whatever Feels Right (2022)

### Сингли
- «Himalaya» (2016)
- «Style» (2017) разом з Marc Amacher
- «Du» (2017)
- «Usserirdisch» (2017)
- «Crush uf di» (2018)
- «5i uf de Uhr» (2019)
- «365» (2019)
- «Girl us mire City» (2019)
- «Dance With Me» (2020)
- «Video Games» (2020)
- «Hailey» (2021) разом з Chelan
- «Certified Pop Queen» (2021)
- «Chleiderchäschtli» (2021) разом з KT Gorique
- «Lonely Af» (2022)
- «Own Sh¡t» (2022)
- «F*ck Love» (2022) разом з Anthony de la Torre
- «Be like You» (2022)
- «This Body» (2023)
- «Falling Again» (2024)
- «The Code» (2024)
- «Satellite (Spotify Singles)» (2025)
- «Unexplainable» (2025)

## Нагороди
| Рік  | Нагорода                     | Категорія                          | Дж.    |
| ---- | ---------------------------- | ---------------------------------- | ------ |
| 2017 | Премія Energy Music          | Найкращий швейцарський артист      | [ 27 ] |
| 2017 | Премія Walo                  | Найкращий новачок                  | [ 28 ] |
| 2017 | Швейцарська музична премія   | Найкращий талант                   | [ 29 ] |
| 2018 | Швейцарська музична премія   | Найкращий чоловічий сольний виступ | [ 30 ] |
| 2018 | Швейцарська музична премія   | Найкращий виступ-відкриття         | [ 30 ] |
| 2018 | Швейцарська музична премія   | Найкращий живий виступ             | [ 30 ] |
| 2018 | Швейцарська музична премія   | Найкращий хіт — «Du»               | [ 30 ] |
| 2024 | Премія Eurostory             | Найкраща лірика — «The Code»       | [ 31 ] |
| 2024 | Премія Марселя Безансона     | Приз композиторів — «The Code»     | [ 32 ] |
| 2024 | Премія Марселя Безансона     | Артистичний приз                   | [ 32 ] |
| 2024 | Пісенний конкурс Євробачення | Головний приз                      | [ 33 ] |
| 2024 | Премія OUTmusic              | Пісня року Євробачення             | [ 34 ] |